# Constant d'Aubigné
Pour les articles homonymes, voir D'Aubigné.
Constant Agrippa d’Aubigné, né vers 1585 et mort à Orange le 31 août 1647, baron de Surimeau, seigneur des Landes-Guinemer, est un officier, militaire et aristocrate français. Fils d’Agrippa d'Aubigné et de Suzanne de Lusignan de Lezay, il est le père de Charles d'Aubigné, comte d'Aubigné, chevalier de l'Ordre du Saint-Esprit et successivement gouverneur de Cognac, d'Aigues-Mortes et du Berry, et de Madame de Maintenon, maîtresse puis épouse secrète du roi Louis XIV de 1683 à 1715.

## Biographie
Élève à l'Académie de Sedan, écuyer de la Petite-Écurie, gouverneur de Maillezais, gentilhomme de la Chambre du Roi, « vice-roi » des Îles de Marie-Galante, il abjure le protestantisme en 1618 et mène une vie de débauche dans son château de Maillezais, légué par son père, ami d'Henri IV et chef protestant.
Le 20 octobre 1608, à La Rochelle, Constant épouse au temple du Château, Anne Marchant, veuve de Jean Courant, baron et seigneur de Chastelaillon, qu'il assassine en 1619 en compagnie de son amant,. Constant et Anne ont au moins un enfant :
- Théodore, baptisé le 9 août 1609 au temple du Château à La Rochelle[3].

Le 27 décembre 1627, à Bordeaux, il épouse Isabelle Jeanne de Cardilhac, qu’il a rencontrée en prison et dont il gaspille très vite la dot. Ensemble, ils ont trois enfants :
- Constant (1628-1647)
- Charles, comte d'Aubigné (1634-1703), époux de Geneviève-Philippe Piètre (fille de Simon Piètre, seigneur de la Salle, conseiller et procureur du Roy & de la Ville de Paris)[7], père de Françoise Charlotte d'Aubigné, héritière de Madame de Maintenon et duchesse de Noailles après avoir épousé le maréchal de France Adrien Maurice de Noailles.
- Françoise (d'Aubigné)  (27 novembre 1635-15 avril 1719), épouse du poète Paul Scarron; elle devient la gouvernante des bâtards royaux (enfants de Louis XIV et Madame de Montespan), puis épouse morganatique du roi de France Louis XIV, sous le nom de Madame de Maintenon.

Après des années de cachot à Paris, à La Rochelle, à Niort, à Angers, à Bordeaux, à La Prée, à Poitiers, sans compter les autres cachots à l’étranger, Constant est libéré après la mort du cardinal de Richelieu en 1642. Mais ils doivent partir. Le nom de Constant d'Aubigné est cité dans le premier voyage de Pierre Belain d'Esnambuc, gouverneur de Saint-Christophe, à la Martinique en 1635.
Il emmène sa famille en 1645 à Saint-Christophe, puis à la Martinique. Ils restent quelques mois à Marie-Galante, avant de revenir à la Martinique. Mais Constant d’Aubigné n’a pu — ou voulu — s’acclimater à son existence de colon.
Dès le début de 1645, sous prétexte de démarche auprès de la Compagnie des Indes occidentales en vue d’obtenir son titre de gouverneur, il repart pour la France en compagnie d’un valet.
Au printemps 1647 Jeanne de Cardilhac trouve quatre places à bord d’un navire en partance pour La Rochelle.
Constant d’Aubigné meurt le 31 août de cette même année à Orange.